# Sander Baart
Sander Baart (Edegem, 30 aprile 1988) è un hockeista su prato olandese.

## Palmarès

### Olimpiadi
- 1 medaglia:
  - 1 argento (Londra 2012)

### Mondiali
- 2 medaglie:
  - 1 argento (L'Aia 2014)
  - 1 bronzo (New Delhi 2010)

### Champions Trophy
- 3 medaglie:
  - 1 argento (Melbourne 2012)
  - 2 bronzi (Mönchengladbach 2010; Breda 2018)

### Europei
- 4 medaglie:
  - 2 ori (Londra 2015; Amsterdam 2017)
  - 2 bronzi (Amstelveen 2009; Boom 2013)